# أندريه كارفاليو
أندريه كارفاليو (12 مارس 1985 في البرتغال - ) هو لاعب كرة قدم برتغالي في مركز الوسط. لعب مع نادي بورتو ونادي فارزيم ونادي ليتشويس ونادي ديبورتيفو داس أيفيس وS.C. Esmoriz ‏ وC.A. Valdevez ‏.

## وصلات خارجية
- أندريه كارفاليو على موقع قاعدة بيانات كرة القدم.إي يو (الإنجليزية)